# أيزو 4
أيزو 4 هو معيار دولي الذي يحدد نظاما موحدا للاختصار عناوين المسلسل. المركز الدولي ISSN، «المنظمة الدولية» للتوحيد القياسي وقد عينت كسلطة تسجيل ل أيزو 4،